# 카를로보

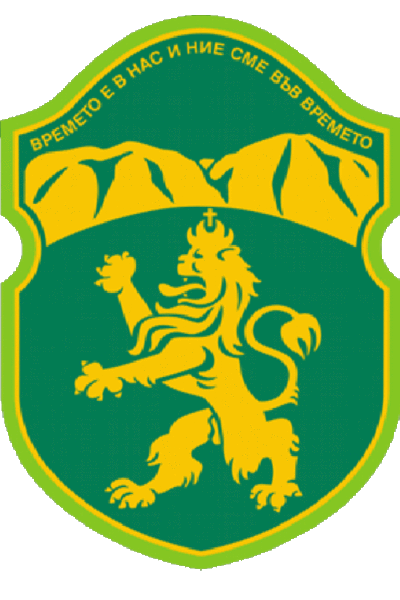
시 문장

카를로보(불가리아어: Карлово)는 불가리아 중부 플로브디프 주에 위치한 역사적 도시로, 인구는 28,321명(2005년 기준), 높이는 386m이다. 발칸산맥 남부와 접하고 있고 소피아(불가리아의 수도)에서 동쪽으로 140km, 플로브디프(플로브디프 주의 주도)에서 북쪽으로 60km 정도 떨어진 곳에 위치한다.

## 기후
기후는 대륙성 기후를 띤다. 발칸산맥에서 부는 바람 때문에 여름은 온화하고 시원한 편이며 겨울은 눈이 많이 내린다. 1월 평균 기온은 섭씨 0.1도(기록상 최저 기온은 -25.8도), 7월 평균 기온은 22.9도(기록상 최고 기온은 39.6도)이다. 연간 평균 강수량은 694mm이며 여름은 강수량이 221mm에 달할 정도로 많은 편이지만 겨울은 강수량이 169mm에 달할 정도로 적은 편이다.

## 사진

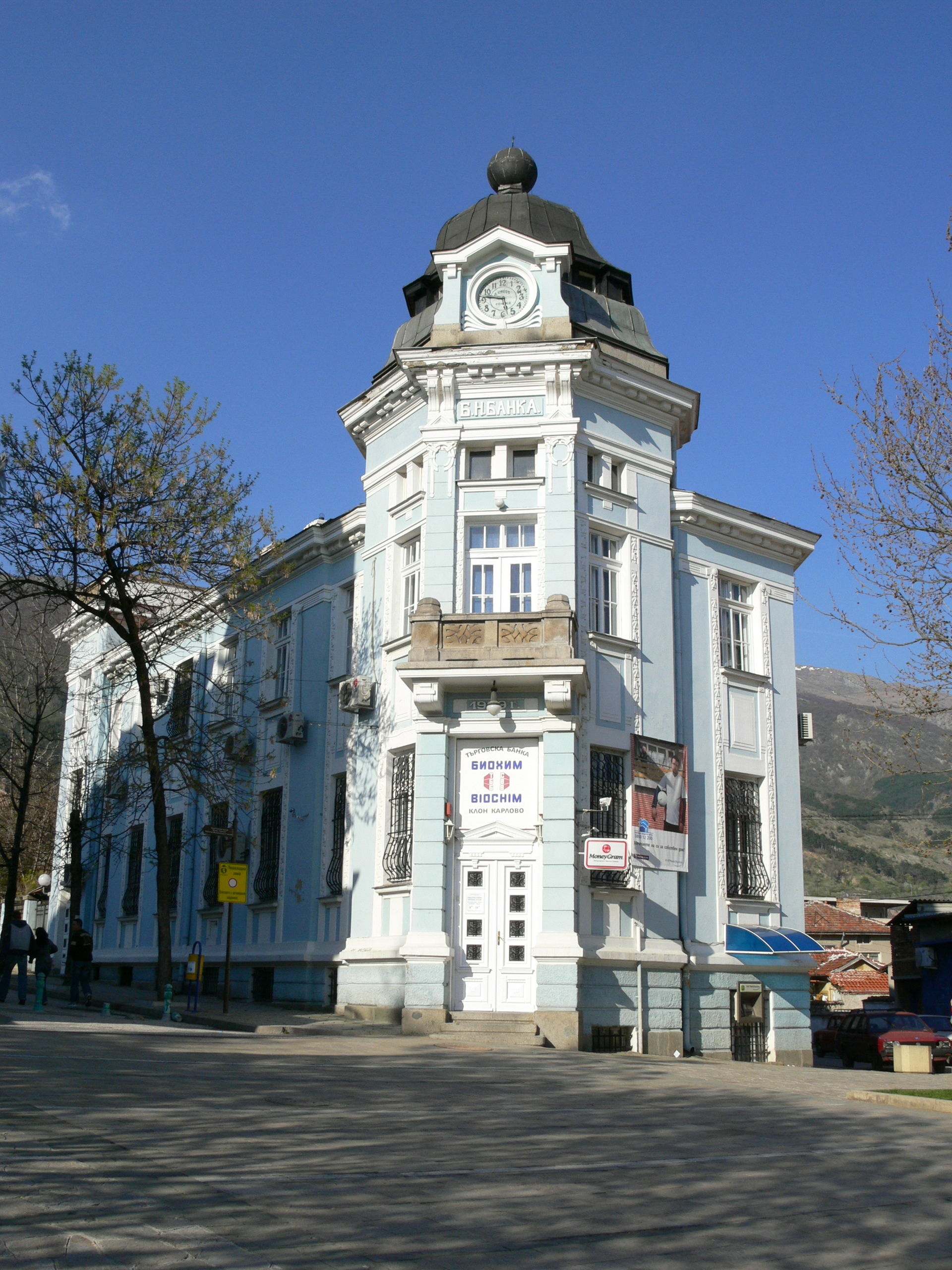
카를로보에 있는 은행
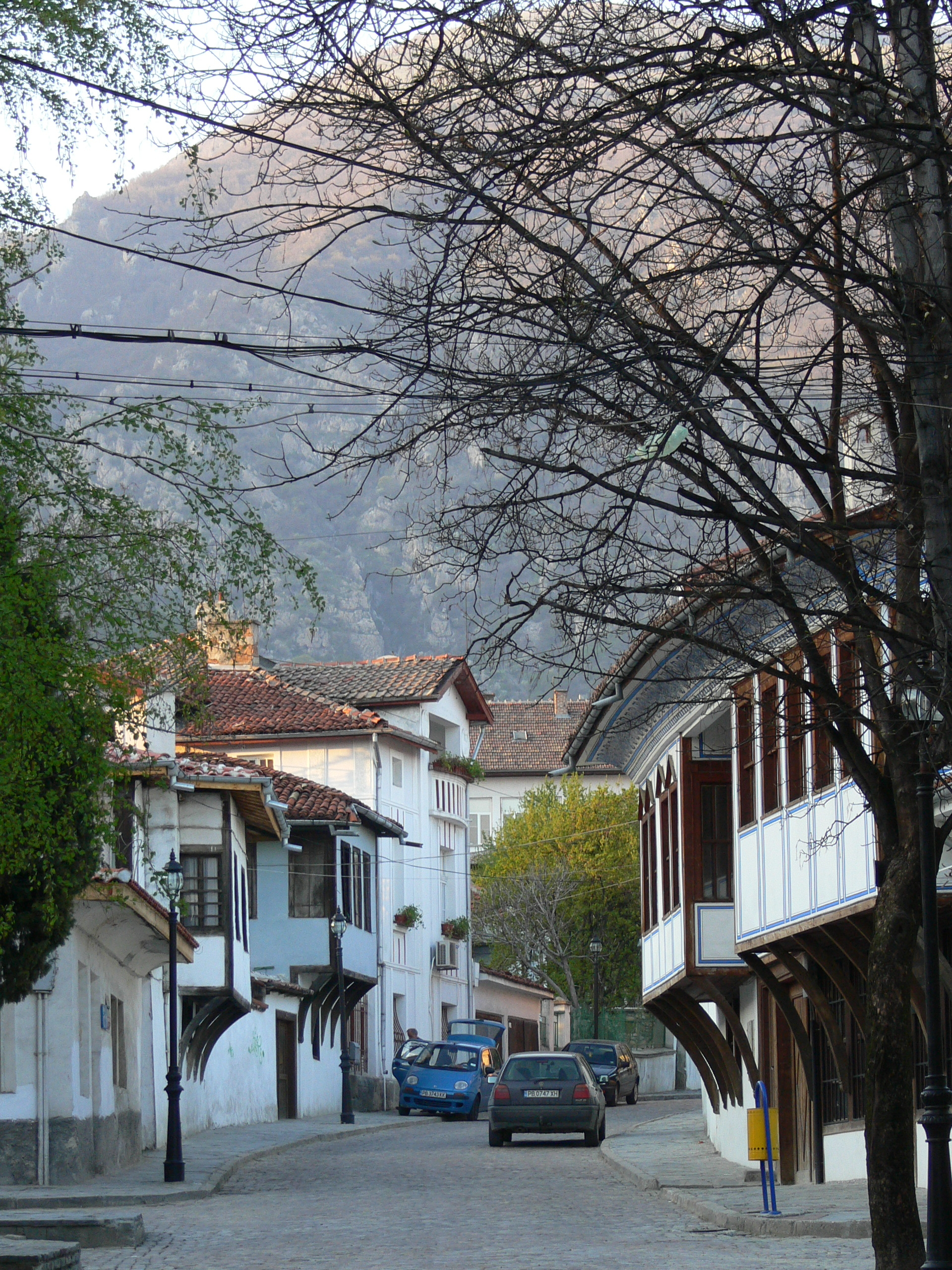
거리 풍경
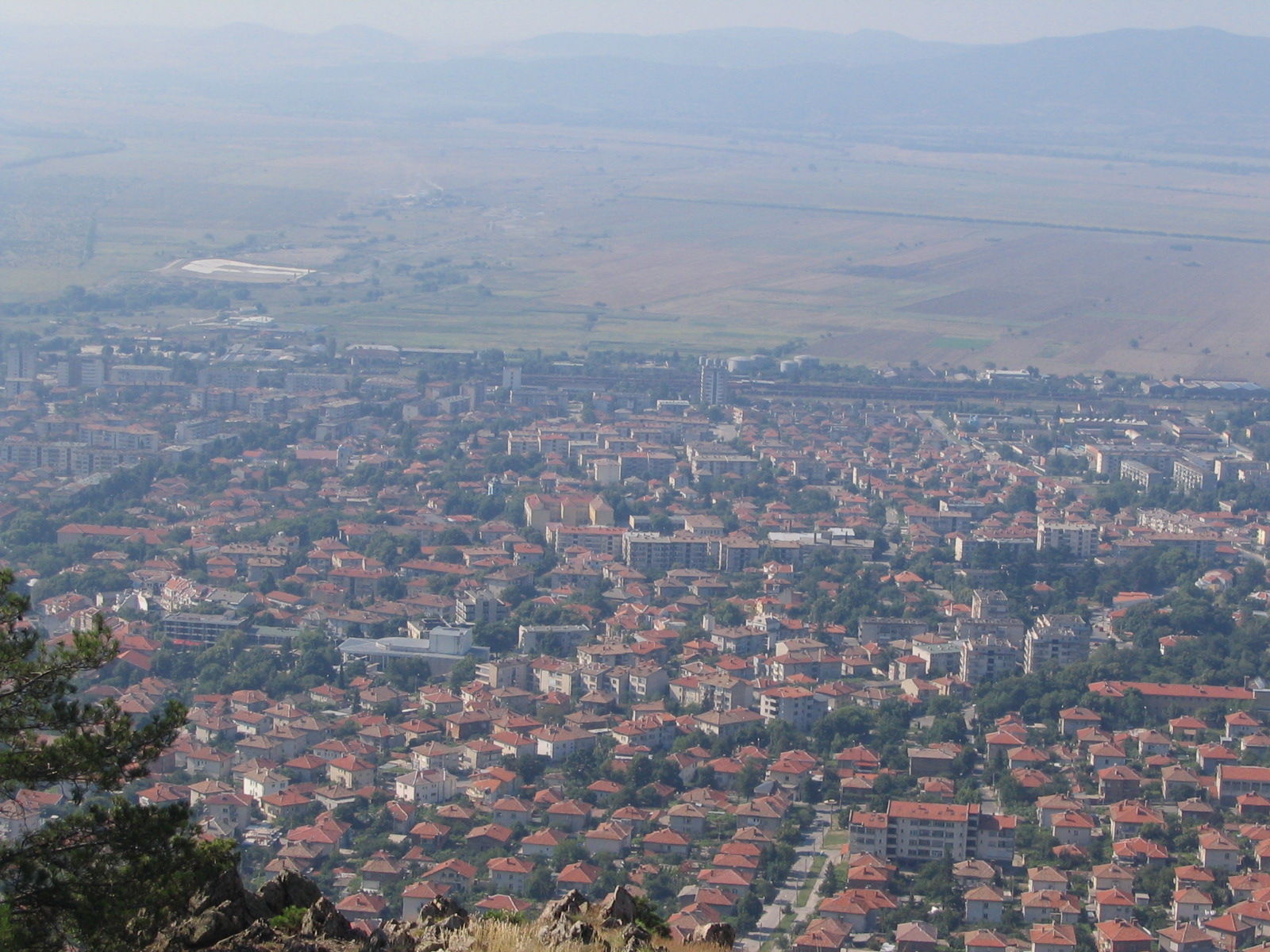
발칸산맥에서 본 카를로보의 마을
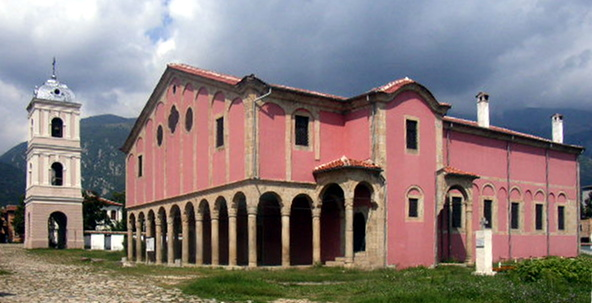
성 니콜라이 성당
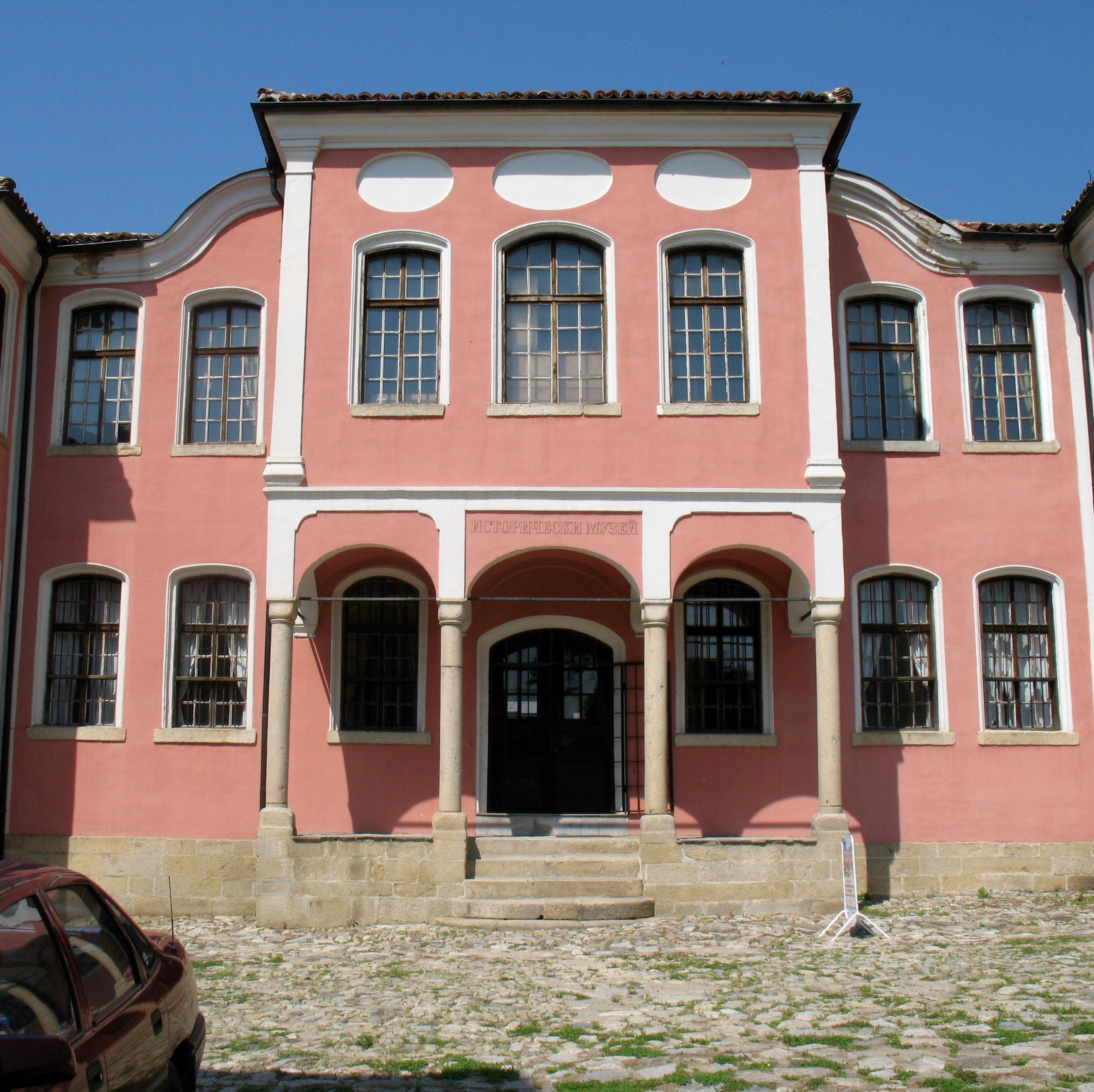
역사 박물관
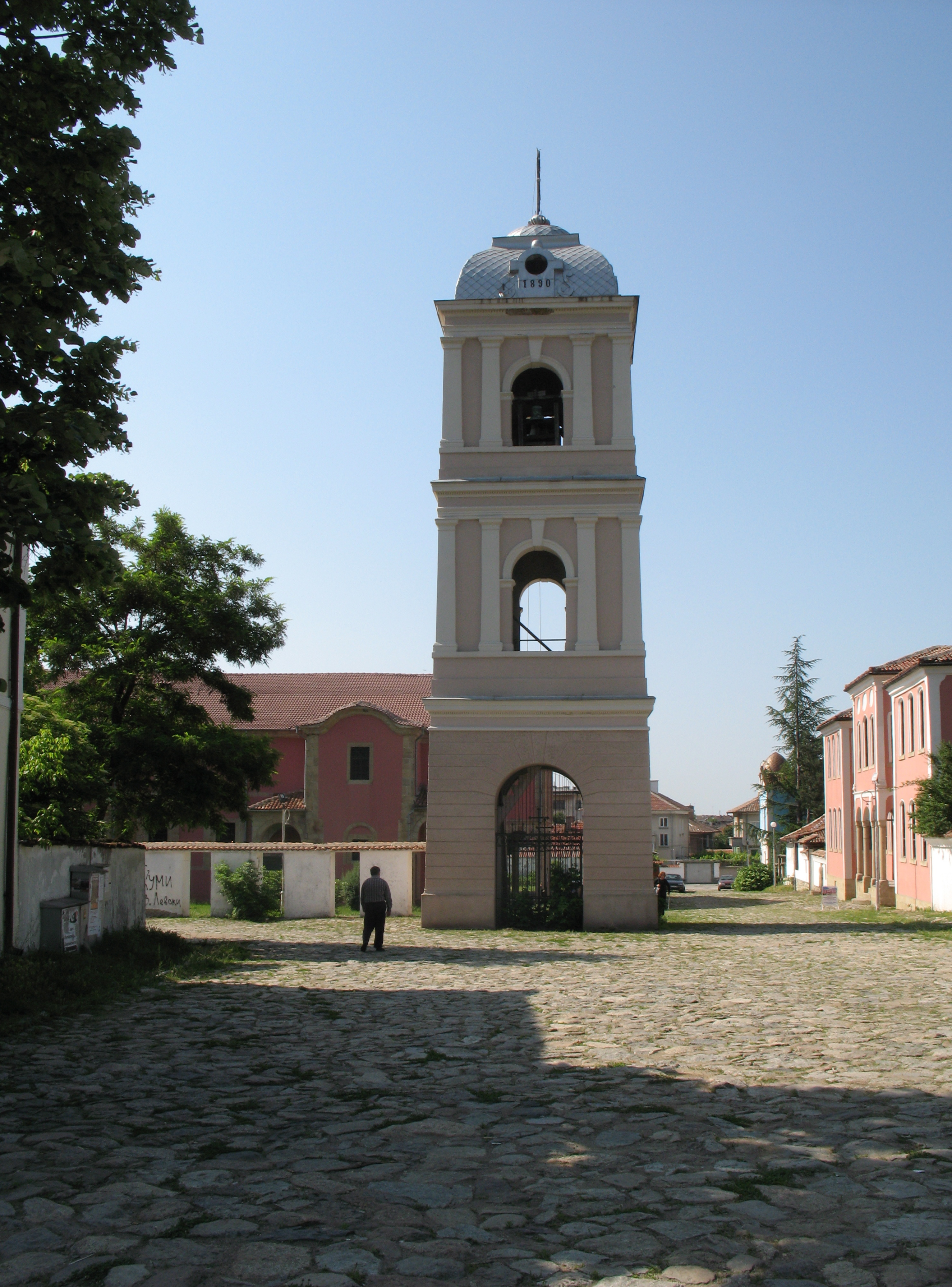
성 니콜라이 성당의 종탑
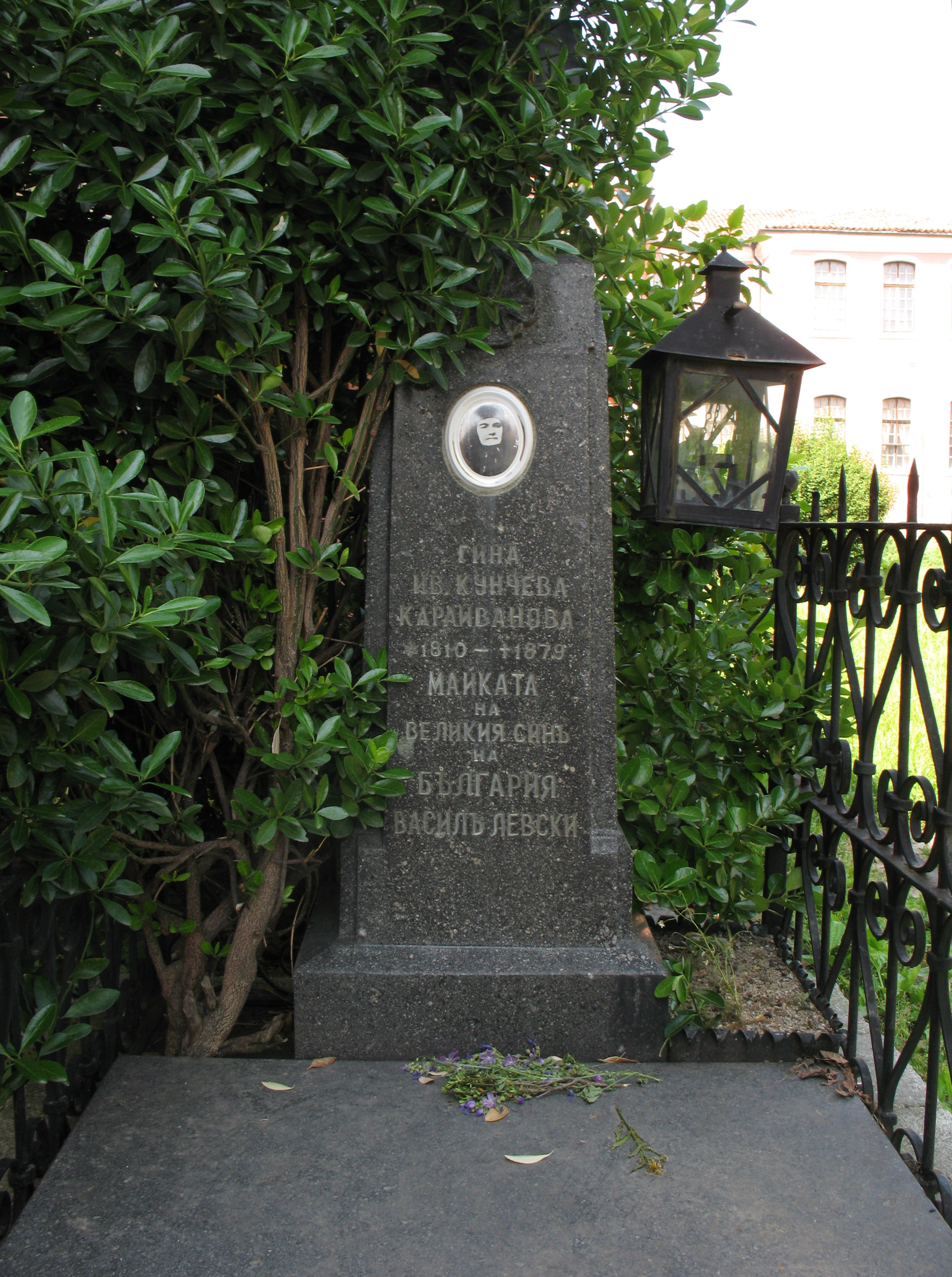
바실 레프스키의 어머니의 무덤
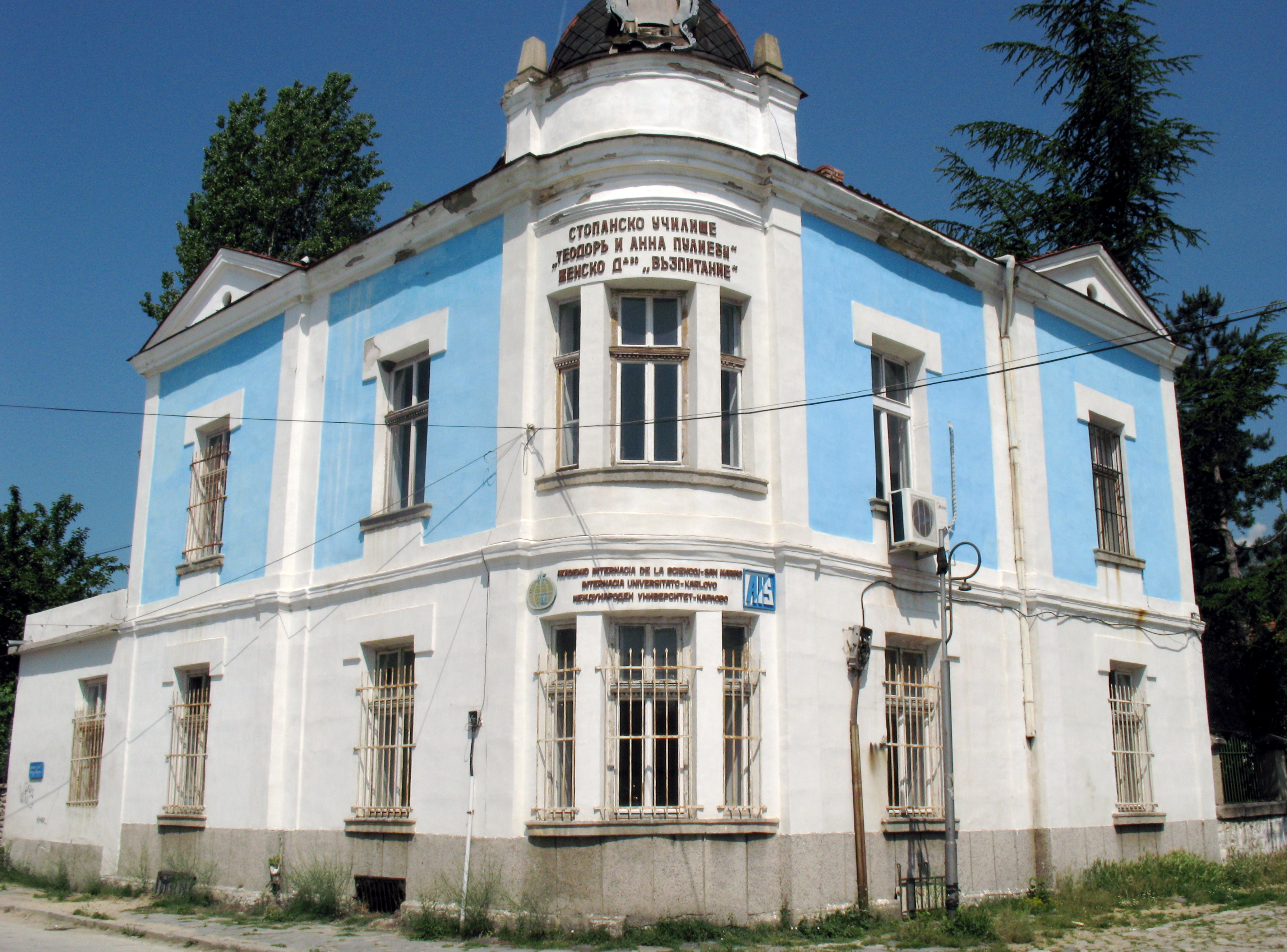
테오도르·안나 풀리에비 경제학교
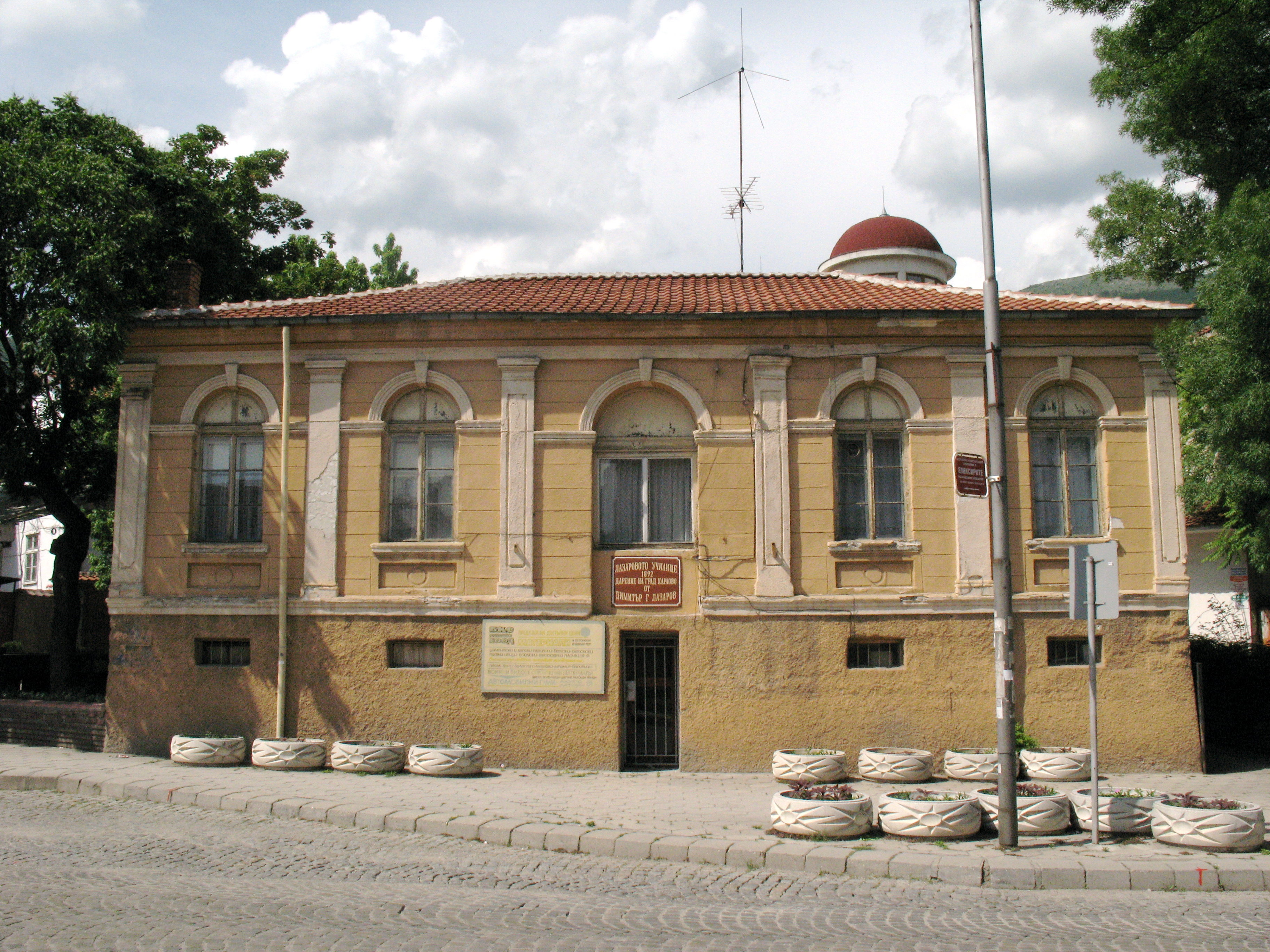
라자로프 학교 (1892년)
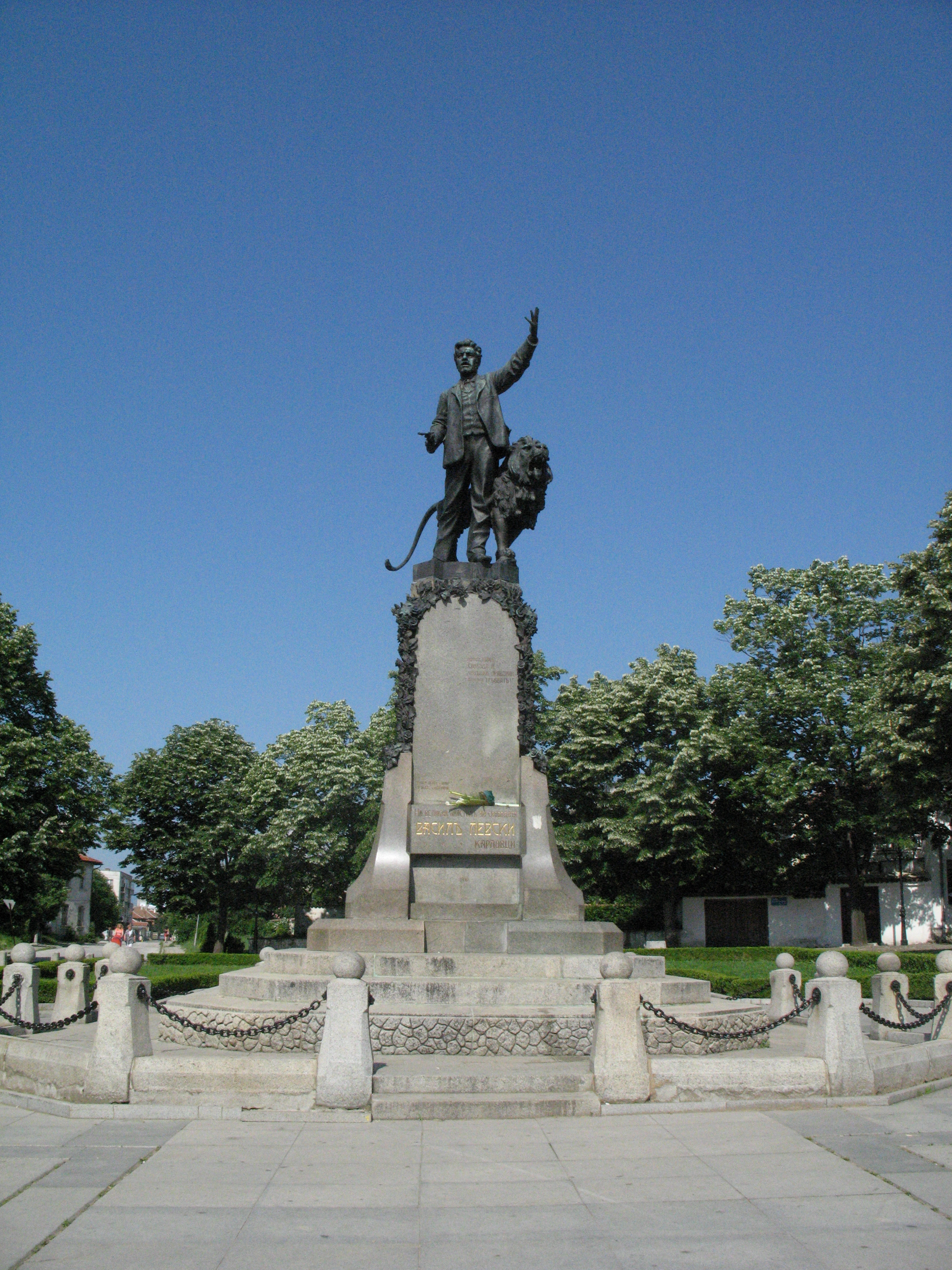
바실 레프스키 동상
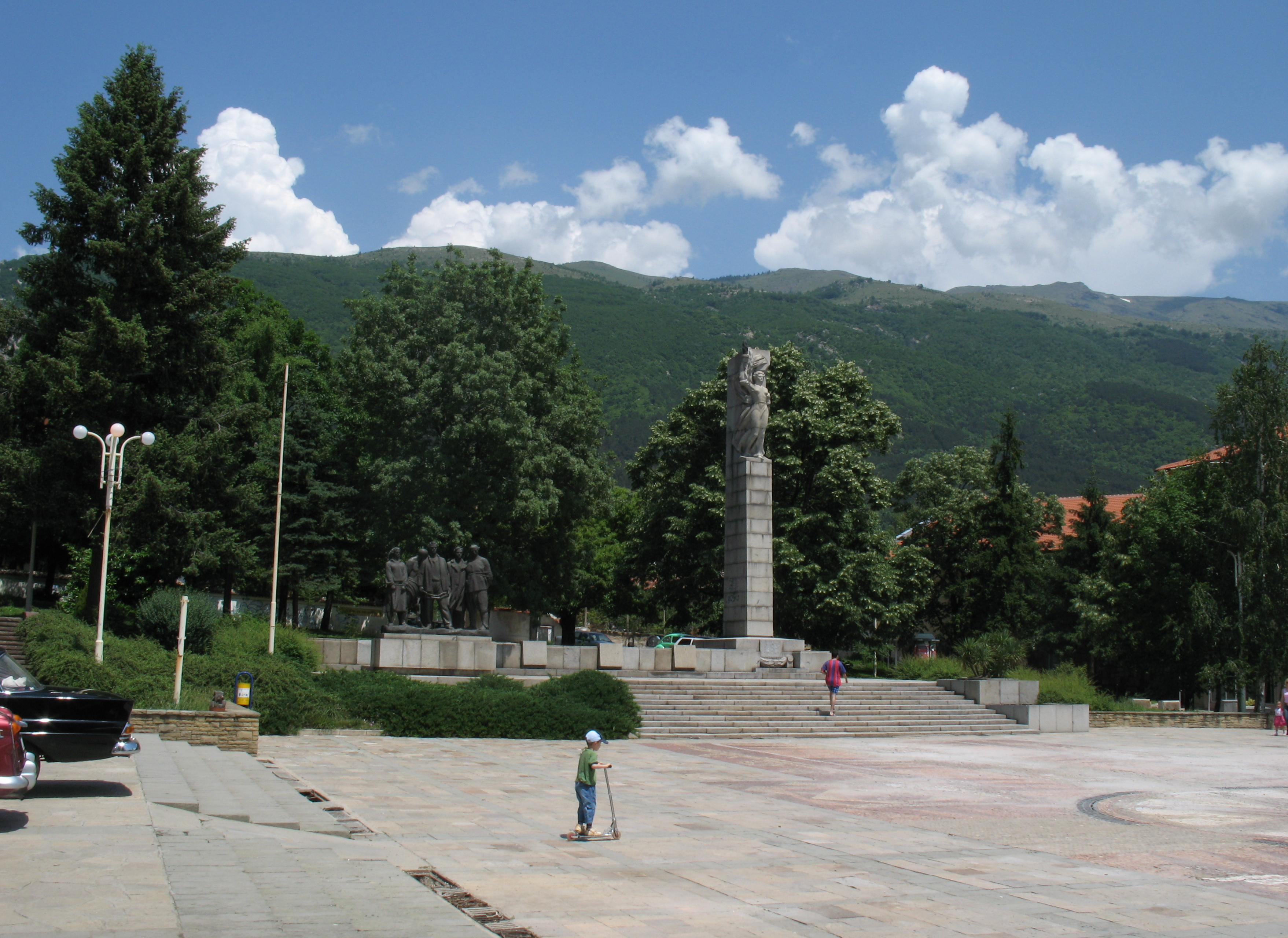
7월 20일 광장